# Hermann Luchs

Hermann Luchs

Hermann Luchs (* 27. Februar 1826 in Beuthen, Oberschlesien; † 13. Januar 1887 in Breslau) war ein deutscher Lehrer und Kunsthistoriker.

## Leben und Wirken
Hermann Luchs wurde als Sohn des Kreisgerichtsrates Hermann Carl Rudolf Luchs und der Dorothea Frederike Hildebrand geboren und studierte nach dem Besuch des Gymnasiums ab 1844 an den Universitäten in Breslau, Leipzig und Berlin Philologie und Geschichte. 1848 wurde er in Halle zum Dr. phil. promoviert. Kurz darauf erhielt er in Berlin die vendia docendi. 1849 begann er seine Laufbahn im höheren Schuldienst in Breslau. Zuerst absolvierte er ein Probejahr am Elisabethgymnasium. Dann wurde er Hilfslehrer am Friedrichs-Gymnasium und 1851 an der höheren Töchterschule Maria-Magdalena. 1852 wurde er dort ordentlicher Lehrer. Von 1863 bis 1886 war er Rektor der höheren Töchterschule am Ritterplatz.
Luchs war Mitbegründer des Vereins für das Museum Schlesischer Altertümer und bis zu seinem Tod Kustos des Museums Schlesischer Altertümer, das am 24. August 1859 in Breslau öffnete. 1862 konnte er die Vereinssammlung mit der von Johann Gustav Gottlieb Büsching angelegten Altertümersammlung vereinigen. 1879 zog das Museum in größere Räume des neuen Provinzialmuseums um. Bis zu seinem Tod wuchs das Inventar auf 47.000 Stück an. Luchs war seit 1855 Mitglied des Vereins für Geschichte und Alterthum Schlesiens, seit 1859 auch Vorstandsmitglied. Seit 1861 gehörte er außerdem der Schlesischen Gesellschaft für vaterländische Kultur an, seit 1870 saß er in deren Präsidium. 1873 wurde er Ritter des Königlichen Hausordens von Hohenzollern.

## Schriften
Luchs veröffentlichte seine Aufsätze in der Zeitschrift Schlesiens Vorzeit in Bild und Schrift (deren erste vier Bände er herausgab), in der Zeitschrift des Vereins für Geschichte und Alterthum Schlesiens, in den Abhandlungen der historisch-philosophischen Klasse der Schlesischen Gesellschaft und in den Programmen seiner Schule. Außerdem publizierte er:
- De auctore carminis ad Messallam scripti. Dissertation, Halle, 1849
- Beiträge zur naturwissenschaftlichen und medizinischen Würdigung von Warmbrunn's Heilquellen. Trewendt & Granier, Breslau 1853
- Über einige mittelalterliche Kunstdenkmäler von Breslau. Breslau 1855 (Besonderer Abdruck aus dem Osterprogramm der höheren Töchterschule zu St. Maria-Magdalena in Breslau)
- Breslau. Ein Führer durch die Stadt. Breslau 1857; 9. Auflage, 1884; 12. Auflage, 1901
- Baurechnungen des ehemaligen Dominikaner-Convents zu St. Adalbert in Breslau. Max, Breslau 1858 (Abdruck aus: Zeitschrift des Vereins für Geschichte und Alterthum Schlesiens. Band 2, 1859, S. 209–330)
- Romanische und gothische  Stilproben aus Breslau und Trebnitz. Trewendt, Breslau 1859 (Digitalisat)
- Die Denkmäler der St. Elisabeth-Kirche zu Breslau. Ferdinand Hirt, Breslau 1860
- Über die Bilder der Hedwigslegende. Graß, Barth und Co., Breslau 1861
- Ueber die Elisabethkirche zu Breslau und ihre Denkmäler. [Breslau] [1862] (aus: Abhandlungen der Schlesischen Gesellschaft Philosophisch-historische Abtheilung, 1862, Heft 1, S. 14–68)
- Bildende Künstler in Schlesien nach Namen und Monogrammen. Breslau 1863 (Separatabdruck aus: Zeitschrift für Geschichte und Alterthum Schlesiens, Band 5, Heft 1)
- Die Heraldik eine Hülfswissenschaft der Kunstgeschichte. Grass, Barth & Comp., Breslau 1864 (Jahresbericht über die städtische höhere Töchterschule am Ritterplatz zu Breslau 1864)
- Ueber das äussere Wachstum der Stadt Breslau, mit Beziehung auf die Befestigungen derselben. 2 Teile, Breslau 1865 und 1866 (Jahresbericht der höheren Töchterschule am Ritterplatz zu Breslau 1865 und 1866)
- Schlesische Fürstenbilder des Mittelalters. E. Trewendt, Breslau 1872
- Hermann Luchs (Erläuternder Text); Alphons Hollaender, Jean Brück und Carl Lüdecke (Zeichnungen): Culturhistorische Wandtafeln. Breslau, 1878
- Schlesische Landes- und Städtewappen. Breslau 1881 (aus: Schlesiens Vorzeit in Bild und Schrift, Band 4)
- mit M. Salzmann: Die Martinikirche in Breslau und Das von Rechenbergsche Altarwerk in Klitschdorf (Kr. Bunzlau). Nischkowsky, Breslau [1883]